# Drapieżne bestie
Drapieżne bestie (ang. Beasts of Prey) – amerykańska powieść fantasy dla młodzieży (young adult) z 2021. Jest debiutem Ayany Grey. Polskie wydanie ukazało się 1 czerwca 2022 w tłumaczeniu Agnieszki Kalus, nakładem wydawnictwa Muza. Powieść opowiada o parze nastolatków, Koffi i Ektonie, którzy wkraczają do magicznej Wielkiej Dżungli, poszukując krwiożerczego stworzenia zwanego Shetani. Książka znalazła się na liście bestsellerów dziennika „The New York Times”.

## Adaptacja filmowa
Kilka tygodni po wydaniu książki zostało ogłoszone, że prawa do ekranizacji powieści trafiły do Netflixa. Adaptacja zostanie wyprodukowana przez Clubhouse Pictures, a scenariusz napisze Melody Cooper.